# Forgues
Forgues (em occitano:  Hòrgas) é uma comuna francesa na região administrativa da Occitânia, no departamento do Alto Garona. Estende-se por uma área de 5.24 km², com 215 habitantes, segundo o censo de 2018, com uma densidade de 41 hab/km².